# اس‌تی‌اس-۵۱
اس‌تی‌اس-۵۱ (انگلیسی: STS-51) یکی از ماموریت‌های شاتل فضایی ناسا بود. این مأموریت به وسیله شاتل دیسکاوری انجام شد و در سپتامبر ۱۹۹۳ ماهواره ACTS را در مدار قرار داد. در طی این مأموریت ماهواره SPAS-ORFEUS نیز در مدار قرار داده شد و همچنین با استفاده از یک دوربین IMAX تصاویر دیدنی از شاتل دیسکاوری در فضا گرفته شد.